# 에가와촌 (후쿠시마현)
에가와촌(江川村)은 후쿠시마현 미나미아이즈군에 일찍이 존재했던 촌이다. 1955년 4월 1일 에가와촌, 나라하라정, 아사히다촌 등 3개 정·촌이 합병하여 시모고정이 신설되고 폐지되었다.

## 지리
- 현재의 시모고정의 북동부에 위치한다.

## 역사
- 1928년 9월 1일 - 나가에촌, 후타카와촌이 합병해 에가와촌이 성립하였다.
- 1953년 5월 8일 - 국도 121호가 제정되었다.
- 1955년 4월 1일 - 에가와촌, 나라하라정, 아사히다촌 등 3개 정·촌이 합병하여 시모고정이 신설되고, 에가와촌은 소멸하였다.

## 교통

### 철도
- 일본국유철도(→동일본여객철도→아이즈 철도)
  - 아이즈선

### 도로
- 2급국도
  - 국도 121호선

## 참고 문헌
- 角川日本地名大辞典編纂委員会『角川日本地名大辞典 7 福島県』、角川書店、1981年 ISBN 4-04-001070-1
- 日本加除出版株式会社編集部『全国市町村名変遷総覧』、日本加除出版、2006年、ISBN 4-8178-1318-0